# Phaedolus quadripunctata
Phaedolus quadripunctata är en insektsart som beskrevs av Karsch 1890. Phaedolus quadripunctata ingår i släktet Phaedolus och familjen Flatidae. Inga underarter finns listade i Catalogue of Life.